# Fleurette Camping-cars
Fleurette Constructeur est un fabricant français de camping-cars des marques Fleurette et Florium, installé à Benet en Vendée. En 2009, la manufacture emploie 230 salariés et possède des locaux de 10 000 m2.  La marque est distribuée en France, mais aussi en Belgique, en Allemagne, en Angleterre en Espagne et en Italie. 

## Historique
La marque est créée en 1967 par Jean Lucas, qui voulait répondre au besoin de plus en plus croissant de partir en vacances. La première caravane pliante fut alors produite par l'entreprise vendéenne, qui de par sa petite taille et son ouverture rappelant l'éclosion d'une fleur, fut baptisée Fleurette. 
Dans les années 1990, le fabricant décide de produire des camping-cars pour répondre au besoin d'une « maison secondaire roulante ».
L'entreprise est rachetée en 2005 par le groupe Rapido. 